# 高畑空良
高畑 空良（たかはた そら、3月18日 - ）は、日本の男性声優。福島県出身。元ビーボ所属。特技はサッカー。

## 出演

### テレビアニメ

#### 2015年
- 枕男子（雉子波瑛治）

- やはり俺の青春ラブコメはまちがっている。続（海浜高校生徒）

#### 2016年
- 血液型くん!4（生徒型 #11）

- スカーレッドライダーゼクス（駿河ハルオミ）

#### 2017年
- デジモンユニバース アプリモンスターズ（コンパスモン #39）

### ゲーム
2014年
- DIABOLIK LOVERS VANDEAD CARNIVAL（ヴァンパイアの男、マジシャン）

2016年
- Dance with Devils（アクマ、エクソシスト、男子生徒）

2017年
- カクテル王子（アラスカ）

2018年
- ぷよぷよ!!クエスト（ユーリ、ロティオン[2]）

### ドラマCD

#### 2014年
- ハマトラ 第四巻　特典ドラマCD

#### 2015年
- 方言男子と中二男子（雉子波瑛治）

### ラジオ
※はインターネット配信。
- 新谷良子のただのラジオ（2015年 - 2016年、音泉※）回代わりアシスタント

## 参考
1. ↑  
“タレントリスト MEN // 【vi-vo(ビーボ)】声優・ナレーターの事務所”. 2021年7月4日閲覧。
2. ↑  “ボイスの追加された『潮騒の騎士シリーズ』が★7へんしん解放！”. ぷよぷよ!!クエスト(ぷよクエ)公式サイト.   セガ (2018年9月12日). 2020年9月5日閲覧。